# Charrey-sur-Saône
Charrey-sur-Saône ist eine französische Gemeinde mit 333 Einwohnern (Stand: 1. Januar 2022) im Département Côte-d’Or in der Region Bourgogne-Franche-Comté. Sie gehört zum Kanton Brazey-en-Plaine und zum Arrondissement Beaune.
Nachbargemeinden sind Magny-lès-Aubigny im Norden, Esbarres im Osten, Bonnencontre im Süden und Saint-Nicolas-lès-Cîteaux im Westen.

## Bevölkerungsentwicklung
| Jahr                       | 1962 | 1968 | 1975 | 1982 | 1990 | 1999 | 2008 | 2015 |
| -------------------------- | ---- | ---- | ---- | ---- | ---- | ---- | ---- | ---- |
| Einwohner                  | 194  | 189  | 182  | 161  | 180  | 239  | 317  | 355  |
| Quellen: Cassini und INSEE |      |      |      |      |      |      |      |      |

## Sehenswürdigkeiten

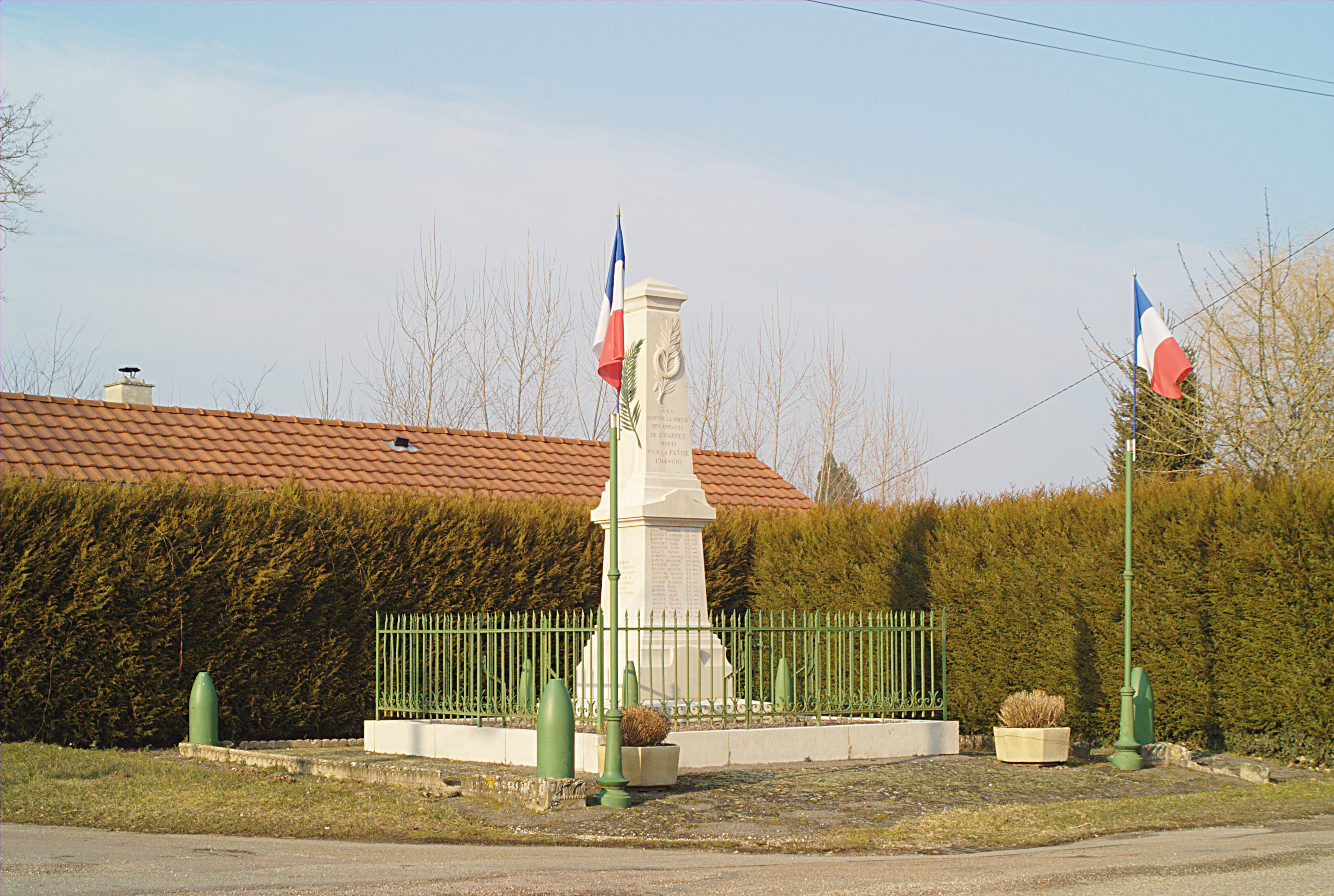
Kriegerdenkmal

- Kirche Saint-Pierre
- Kriegerdenkmal